# مارتن روبرتس
مارتن روبرتس (12 أبريل 1966 في المملكة المتحدة - )  (بالإنجليزية: Martin Roberts)‏ هو لاعب كريكت بريطاني.